# Experiment ocult (film)
Experiment ocult (Blood Creek, cunoscut anterior ca Town Creek sau Creek) este un film de groază regizat de Joel Schumacher; cu Michael Fassbender în rolul principal. Filmul a fost scris de David Kajganich și a avut o lansare cinematografică limitată la 18 septembrie 2009. De asemenea, filmul îi are în distribuție pe Dominic Purcell și Henry Cavill ca frați într-o misiune de răzbunare care sunt prinși într-un experiment ocult îngrozitor datând din perioada celui de-Al Treilea Reich. Fimările au avut loc la București și la studiourile Media Pro.

## Distribuție
- Dominic Purcell - Victor Alan Marshall[7]
- Henry Cavill - Evan Marshall[10]
- Michael Fassbender - Richard Wirth
- Emma Booth - Liese
- Rainer Winkelvoss - Otto
- Shea Whigham - Luke
- Wentworth Miller - soldat german (nemenționat)